# Archibald Acheson, 2:e earl av Gosford
Archibald Acheson, 2:e earl av Gosford, född den 1 augusti 1776, död den 27 mars 1849, var en brittisk  kolonialguvernör.
Acheson blev 1798 medlem av irländska parlamentet och satt 1801-07 i brittiska underhuset samt blev 1807 irländsk earl av Gosford och tillhörde därefter från 1811 överhuset som irländsk "representativ peer". Gosford, som 1835 upphöjdes till brittisk peer (som baron Worlingham), utnämndes samma år till generalguvernör över Brittiska Nord-Amerika och gick som sådan så långt i försonligt tillmötesgående mot upprorsledaren Papineau, att han 1837 till följd av missnöjet bland den lojala engelskspråkiga befolkningen nödgades avgå. Hans politik endast ökade oredan och förmådde inte avvärja det kanadensiska upprorets utbrott samma år.